# Guglielmo Ratcliff
Guglielmo Ratcliff (título original en italiano; en español, Guillermo Ratcliff) es una ópera en cuatro actos con música de Pietro Mascagni sobre libreto en italiano de Andrea Maffei, basado en el drama alemán Wilhelm Ratcliff (1822) de Heinrich Heine. Se estrenó el 16 de febrero de 1895 en el Teatro alla Scala de Milán.

## Personajes
| Personaje                               | Tesitura     | Reparto del estreno, 16 de febrero de 1895 (Director: Pietro Mascagni) |
| --------------------------------------- | ------------ | ---------------------------------------------------------------------- |
| Guglielmo Ratcliff                      | tenor        | Giovanni Battista De Negri                                             |
| Maria                                   | soprano      | Adelina Stehle                                                         |
| Conde Douglas, prometido de Maria       | barítono     | Giuseppe Pacini                                                        |
| Margherita, aya de Maria                | mezzosoprano | Della Rogers                                                           |
| MacGregor, Lord escocés, padre de Maria | bajo         | Giuseppe De Grazia                                                     |
| Lesley, amigo de Ratcliff               | tenor        | Gaetano Matteo Mazzanti                                                |
| Tom, un posadero                        | bajo         | Giovanni Scarneo                                                       |
| Willie, joven hijo de Tom               | contralto    | Arminda Parsi Pettinella                                               |
| Robin, un ladrón                        | bajo         | Raffaele Terzi                                                         |
| Dick, un ladrón                         | tenor        | Aristide Masiero                                                       |
| Bell, un ladrón                         | barítono     | G. Calvi                                                               |
| John, un ladrón                         | bajo         | Giuseppe Rosci                                                         |
| Taddie, un ladrón                       | tenor        | Giovanni Francesco Fabbri                                              |
| Un criado                               | tenor        | A. Degani                                                              |